# Далер
Далер — спочатку назва великих срібних монет талерового типу в скандинавських країнах. Свою назву отримав від «йоахимсталера», який став об'єктом для наслідування монет більшості європейських країн. У другій половині XVI століття в Швеції через низку воєн центральний уряд був змушений кілька разів знижувати вміст благородного металу в марці й ере. Як наслідок, їх курс відносно далера зі вмістом ≈25,5 г чистого срібла знизився. Спроба встановити фіксоване відношення 1 далер — 4 марки призвела до формування двох грошових одиниць — лічильного далера і повновагої монети, що містить стільки ж срібла, як і далер 1540-х років. Остання отримала назву риксдалера. Протягом трьох століть шведська влада неодноразово і безуспішно намагалися вирішити виникаючі фінансові проблеми шляхом введення грошових одиниць, які хоч і не містили стільки ж благородного металу, як риксдалер, але відповідали йому за вартістю. Як наслідок, виділилося багато різновидів риксдалера, таких як риксдалер риксгельд, риксдалер банко тощо. Через наявність фіксованого курсу лічильної грошової одиниці далера відносно розмінних монет (1 далер — 4 марки — 32 ере), і разом з тим при нееквівалентності вмісту срібла в 4 монетах номіналом 1 марка, і 32 номіналом 1 ере, в XVII столітті сформувалися поняття курантного далера і далера каролін. 1776 року проведено реформу, яка передбачала уніфікацію грошового обігу. Основною грошовою одиницею ставав риксдалер, що містить рівну з початковими далерами кількість срібла.
У Данії початкове співвідношення далера зі вмістом ≈25,5 г чистого срібла до марки як 1 до 1½ в першій половині XVI століття знижено до 1 до 6 в 1625 році. Згодом повновага срібна монета отримала назву спесієсригсдалера. У Норвегії, яка до 1814 року, перебувала під управлінням, часто номінальним, данських, а після — шведських королів, грошова система в головних рисах повторювала данську і шведську. У 1870-х роках створено Скандинавський монетний союз, до якого увійшли Данія, Швеція та Норвегія. Місцеві далери замінили кроною.
Як грошову одиницю далери також використовували в Шлезвізькому та Гольштейнському герцогствах, які до 1864 року перебували під владою данського короля, а також у колоніальних данських володіннях.

## Передумови створення
Поява великих срібних монет у європейських країнах наприкінці XV століття відповідала потребам торгівлі того часу. Ще 1486 році ерцгерцог Тіролю Сигізмунд через нестачу золота і, разом з тим, наявністю срібних рудників у державі, випустив велику срібну монету. За вартістю вміщуваного металу (31,7 г срібла 935 проби) нова грошова одиниця була еквівалентною рейнському гульдену зі вмістом близько 2,5 г чистого золота. За своєю суттю карбування срібного гульдена стало першою у Священній Римській імперії спробою замінити золоті монети срібними аналогами. Нову монету називали «гульдинером» і «гульденгрошем».
У 1510—1512 роках в області Рудних гір на північному сході Богемії відкрито багаті родовища срібла. За наказом місцевого правителя Штефана Шліка 1516 року засновано селище рудокопів. Вже у 1517 році воно розрослось до міста і на честь покровителя рудокопів святого Йоакима отримало назву Йоахимсталь (дослівно - "долина святого Йоакима").
За середньовічними мірками, тираж нових гульдинерів, що отримали назву йоахимсталер або скорочено «талер» був величезним. Всього до 1545 року зі срібла рудників Йоахимсталя викарбувано понад 3 млн екземплярів . Це принесло не тільки колосальний дохід родині Шліків, але й спричинило їх поширення по всій Німеччині, Чехії, Угорщині та інших країнах. Назва "талер" пізніше перейшла на всі типи гульденгрошенів. У Скандинавських країнах вона трансформувалася в далер.

## Перші далери

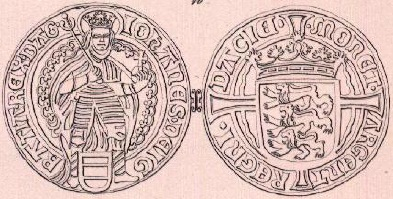
Данський срібний гульден кінця XV століття

Наприкінці XV — початку XVI століть скандинавські держави перебували в персональній, так званій Кальмарській, унії під владою данських королів. Швеція і Норвегія жертвували своїм суверенітетом, але зберігали широку автономію. Перші великі срібні монети, за типом гульденгроша, в Данії викарбували наприкінці XV століття. Король Кристіан II (1513—1523) розпорядився випустити великі срібні монети за зразком тірольських аналогів. Під час його правління грошова система Данії була ідентична системі Вендського монетного союзу. Данський скілінг і марка відповідали любецьким. Клькість срібла в перших далерах еквівалентна 1½ марки або 24 скілінгам. Після того, як йоакимсталери набули значного поширення, від 1537 року в Данії стали карбувати далери за їх зразком.
Вперше велику срібну монету в Швеції викарбували під час правління Стена Стуре Молодшого 1512 році. У нумізматичній літературі її називають «ґюллен» (швед. gyllen) (від «гульдинер») або «стормунт» (від швед. stormynt дослівно «велика монета»). Оскільки цей аристократ був регентом, а не королем, то на аверс поміщено не його портрет, а нейтральне зображення святого-покровителя Стокгольма Еріка.
У 1521 Густав Ваза очолив повстання проти влади данців на території Швеції. 1523 року йому вдалося захопити Стокгольм. Кальмарська унія фактично перестала існувати. Перші шведські далери викарбувано 1534 року. Вони містили 28,06 г чистого срібла за загальної маси 29,44 г срібла 953 проби. На них зображено короля Густава I Вазу в розхристаній мантії з мечем у правій руці і державою в лівій. Нова монета відповідала 3 маркам. Уже 1540 року вміст срібла в монеті знижено до 25,5-25,6 г.

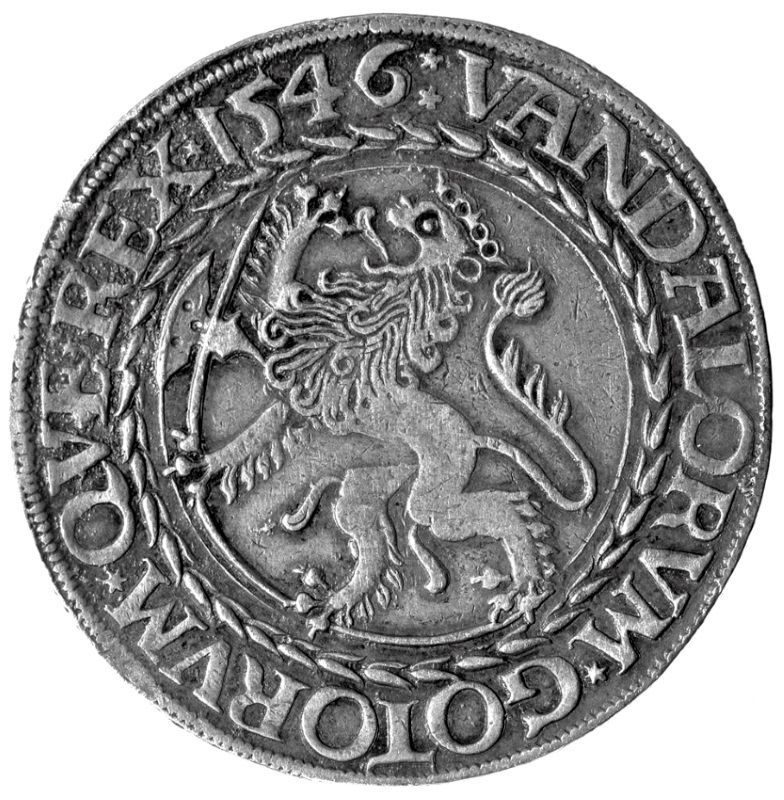
Реверс гімсойдалера 1546 року

Перший норвезький далер датують 1546 роком. Його випуск став можливим завдяки відкриттю монетного двору на території колишнього жіночого Гімсойського монастиря, розташованого на однойменному острові в межах сучасного міста Шієн. Місце для першого норвезького монетного двору вибрано невипадково. Неподалік від Шієна знайшли поклади срібла. Монастир, який побудували близько 1150 року, припинив своє існування в 1540-му через Реформацію. Обладнаний на його території 1543 року монетний двір проіснував лише кілька років. Пожежа 1546 року повністю зруйнувала як монастирські будівлі, так і необхідне для випуску монет обладнання. Випуск гімсойдалерів тривав менш як рік. Оскільки срібні рудники виявилися не такими багатими, як передбачалося, його не відбудовували.

## Далери в Швеції

### Далери в Швеції в XVI— початку XVII століть
На момент випуску першого далера 1534 року під час правління Густава I Вази на території Швеції діяла грошова система, яка використовувала такі одиниці (див. табл. 1):
| Марка | Ере | Ертуг | Пенінг |
| ----- | --- | ----- | ------ |
| 1     | 8   | 24    | 192    |
|       | 1   | 3     | 24     |
|       |     | 1     | 8      |

Нові монети влилися в грошовий обіг Швеції. У 1530-х роках обмінний курс далера до марки коливався в межах 1 до 3—4. До кінця 1540-х років він вже становив 1 до 4—4,5. Таке зниження вартості основної грошової одиниці держави марки змусило центральний уряд вжити заходів, що дозволили знизити курс обміну до 3,5—3,75 марки за один далер наприкінці 1550-х років. Серйозні коливання вартості марки відбулися протягом 1563—1576 роках. Вони пов'язані зі псуванням монети, до якого мусила вдатися Швеція заради покриття витрат на ведення Північної семирічної війни 1563—1570 років. За умовами Щецинського миру королівство мало виплатити 150 тисяч далерів за повернення йому фортеці Ельвсборг, що також негативно позначилося на стані державних фінансів. Так, якщо в 1561—1562 роках один далер відповідав 4 маркам, то в 1563-му вже 4,5, 1566—1567-му — 6—7, 1568 — 7—8, а в 1574-му досяг 32 марок. 12 травня 1575 року держава оголосила про заміну знецінених розмінних монет новими. Девальвація шведської марки стала загальнодержавною проблемою. Спроба короля Югана III встановити фіксований курс 1 далер = 4 марки призвела до формування двох грошових одиниць. Перша, реальна, являла собою срібні монети з фіксованою кількістю благородного металу, друга — лічильна. Реальна монета, за аналогією з німецьким рейхсталером, що мала приблизно рівну кількість чистого срібла (25,5 г у шведській, 25,98 г в німецькій), отримала назву «риксдалер». Лічильна, рівна 4 маркам, зберегла назву «далер» і проіснувала до 1776 року.
Після обміну старих марок на нові в другій половині 1570-х — початку 1580-х років обмінний курс повноцінної срібної монети становив близько 4,25 марки. Таким чином риксдалер був рівним 1,0625 лічильного далера. Настільки близький курс реальної і лічильної грошової одиниці далерів протримався недовго. У другій половині 1580-х років риксдалер був рівним уже 4,5 марки. Після короткого періоду відносної стабільності московсько-шведська війна (1590—1595) завдала чергового удару по фінансовому стану Швеції. До 1592 року кількість срібла в монетах номіналом 1 марка значно знижено. Воно становило лише 1⁄38 від його кількості в повновагому риксдалері.
Знецінення марки й ере змусило державу повторно за двадцять п'ять років піти на обмін старих знецінених монет на нові. Новий курс, який протримався від 1593 до 1604 року, становив 4,5 марки за повноцінний срібний далер. Згодом курс знову став знижуватися, склавши 5,25 марки за повноцінний далер у 1608—1610 роках і 6 — 1611 року.

### Далери в Швеції у XVII столітті

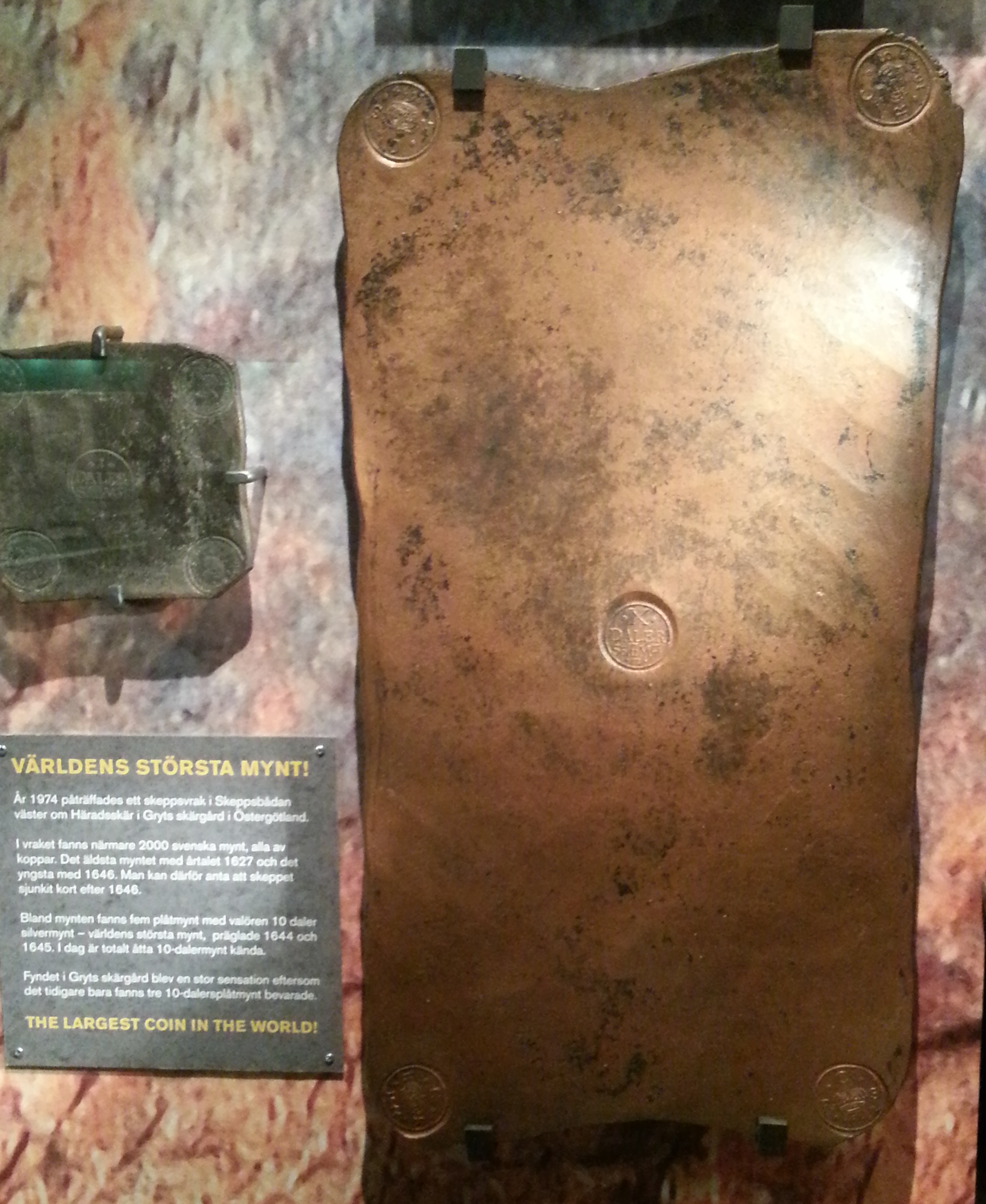
Мідна плата номінальною вартістю 10 далерів сріблом

На початку XVII століття в Швеції виявили значні поклади міді. Про їх розміри свідчить те, що країна стала основним світовим експортером цього металу. Перші мідні монети викарбувано 1624 року. Їх номінальна вартість мала відповідати ціні металу. Держава стала єдиною в Європі, чия грошова система ґрунтувалась на мідно-срібному біметалізмі. Проблема, яка викликала ускладнення торгових взаємин, полягала в мінливому співвідношенні цін срібла й міді. 1633 року держава офіційно знизила курс міді до срібла вдвічі. Таким чином мідна монета номіналом 1 ере стала відповідати ½ срібного ере. 1643 року курс знижено ще на 20 %, а 1665 року ще на 1⁄6. Як наслідок, сформувалися дві паралельні системи грошового обігу — срібна і мідна. Співвідношення срібного далера (daler silvermynt, dsm) і мідного (daler kopparmynt, dkm) після 1665 становить 1 до 3.
Вказівка в договорах «silvermynt» або «kopparmynt» не означала, що платіж необхідно здійснити срібними або мідними монетами. Вона вказувала на системи грошового обігу, між якими існували відповідні співвідношення. Більш того, в державі карбували мідні монети із зазначенням номіналу в ере «S. M.», що свідчило про вміст у ній еквівалентної срібній монеті за ціною кількості міді. 1644 року, за королеви Христини, почали виробляти великі мідні таблички з клеймами монетного двору, що прирівнювали їх до певної кількості срібних далерів. Мідні виливки були досить важкими і, відповідно, непридатними для проведення щоденних торгових операцій. Так, наприклад, мідна плата, що дорівнює 10 риксдалерам, важила 19,715 кг. Випускали подібні гроші досить довго, аж до 1760 року. Співвідношення ціни срібла і міді зазнавало коливань. Плати з номінальною вартістю 2 далери сріблом отримали назву «риксдалерплот» (швед. Riksdalerplåt). За аналогією з риксдалерплотами в Російській імперії в 1720-х роках випустили мідні повноцінні гроші номіналом рубль, полтина і нижче. За монетної стопи 10 рублів з пуда, плата номіналом 1 рубль мала важити 1,6 кг.
Від 1660-х років у вжиток увійшли терміни «каролін» (швед. carolin) і «курантний» (швед. courant). Каролін відповідав двом маркам срібними монетами, а «далер каролін» або 4 маркам срібними монетами, або 2 каролінам. Курантний ере позначав срібну монету номіналом 1 ере. Курантний далер дорівнював 32 курантним ере. Поява цих позначень пов'язана з розбалансованістю систем грошового обігу і карбування монет. Так, за лічильної системи 1 далер — 4 марки, по 8 ере кожна, монети номіналом 1 марка могли містити нееквівалентну кількість срібла, порівняно з 8 монетами по 1 ере.
Як наслідок, у Швеції склалася практика одночасної наявності й обігу 6 грошових систем, співвідношення між якими варіювали:
1. Риксдалер (спесіє) / срібний далер / слаген далер — великі срібні монети зі вмістом ~25,5 г чистого срібла. Під час правління королеви Христини (1632—1654) викарбували до мільйона риксдалерів. Подальші, після 1654 року, 65 років монети цього номіналу практично не випускали. Спорадичні випуски[комент. 3] не вплинули істотно на грошовий обіг[38][39]. З огляду на те, що за Христини вміст срібла в риксдалері становив 25,2739 г, а після — 25,6973 г, можна говорити про те, що до 1718 року за риксдалером вважали монету зі вмістом 25,2739 г, після — 25,6973 г чистого срібла[40].
2. Марки/ кароліни — 1 каролін відповідав двом маркам.
3. Ере — за офіційного співвідношення 1 марка — 8 ере, вісім монет по 1 ере містили менше благородного металу, ніж марка. Як наслідок, лічильна одиниця далер, рівна 4 маркам, набула нових підвидів. Далер каролін відповідав 4 маркам або 2 каролінам у монетах номіналом у марках, курантний далер — 32 ере в монетах відповідного номіналу.
4. Мідні плати — ставали законним платіжним засобом після нанесення клейм на монетному дворі. Їх вартість мала бути рівною ціні міді, з якої вони зроблені. Насправді, складність і незручність використання їх під час щоденних торгових операцій, викликали зниження їх ціни на внутрішньому ринку. Мідні плати воліли продавати на експорт для подальшого вивезення за межі держави і подальшого переплавлення.
5. Мідні монети малих номіналів — протягом XVII — початку XVIII століть номінальна вартість мідних монет відповідала внутрішній, тобто ціні міді, з якої їх викарбували. Від 1719 року від цього принципу довелося відмовитися.
6. Золоті монети — протягом 1654—1868 років у Швеції в невеликій кількості випускали золоті дукати. Особливістю даних монет є те, що їх карбували більшість країн Європи, протягом століть дотримуючись початкових вагових характеристик — вага монети близько 3,5 грама, проба сплаву золота близько 980-ї. Співвідношення між дукатом і риксдалером було непостійним і залежало суто від коливань цін золота і срібла. У середньому ринкова вартість одного дуката становила 2 риксдалери.

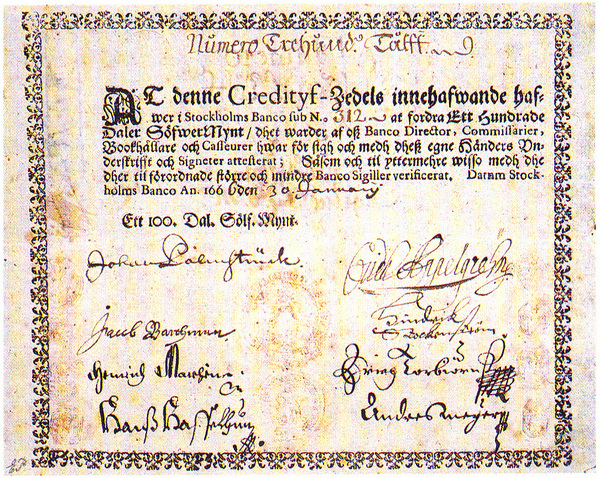
100 далерів silvermynt банку Стокгольма

1661 року Стокгольмський банк (швед. Stockholm Banco) випустив перші шведські банкноти. Спочатку вони були популярні в народі, оскільки їх було зручніше використовувати при розрахунках, порівняно з важкими мідними платами. Однак перший досвід виявився невдалим. Неконтрольований випуск паперових грошей призвів до їх знецінення. 1664 року банк мусив припинити вільний обмін на металеві гроші. Особливості шведського грошового обігу спричинили за собою випуск купюр не тільки різного номіналу, а й різних систем далерового обігу — від 50 до 1000 риксдалерів спесіє, від 50 до 1000 далеров «silvermynt» і від 12½ до 1000 далерів «kopparmynt». Риксдаг ухвалив припинити обіг паперових грошей і обміняти їх на металеві за номінальною вартістю. Збанкрутілий банк закрили. 1668 року відкрили Риксбанк, найстаріший центральний державний банк, який знову налагодив випуск банкнот.

### Далер Герца

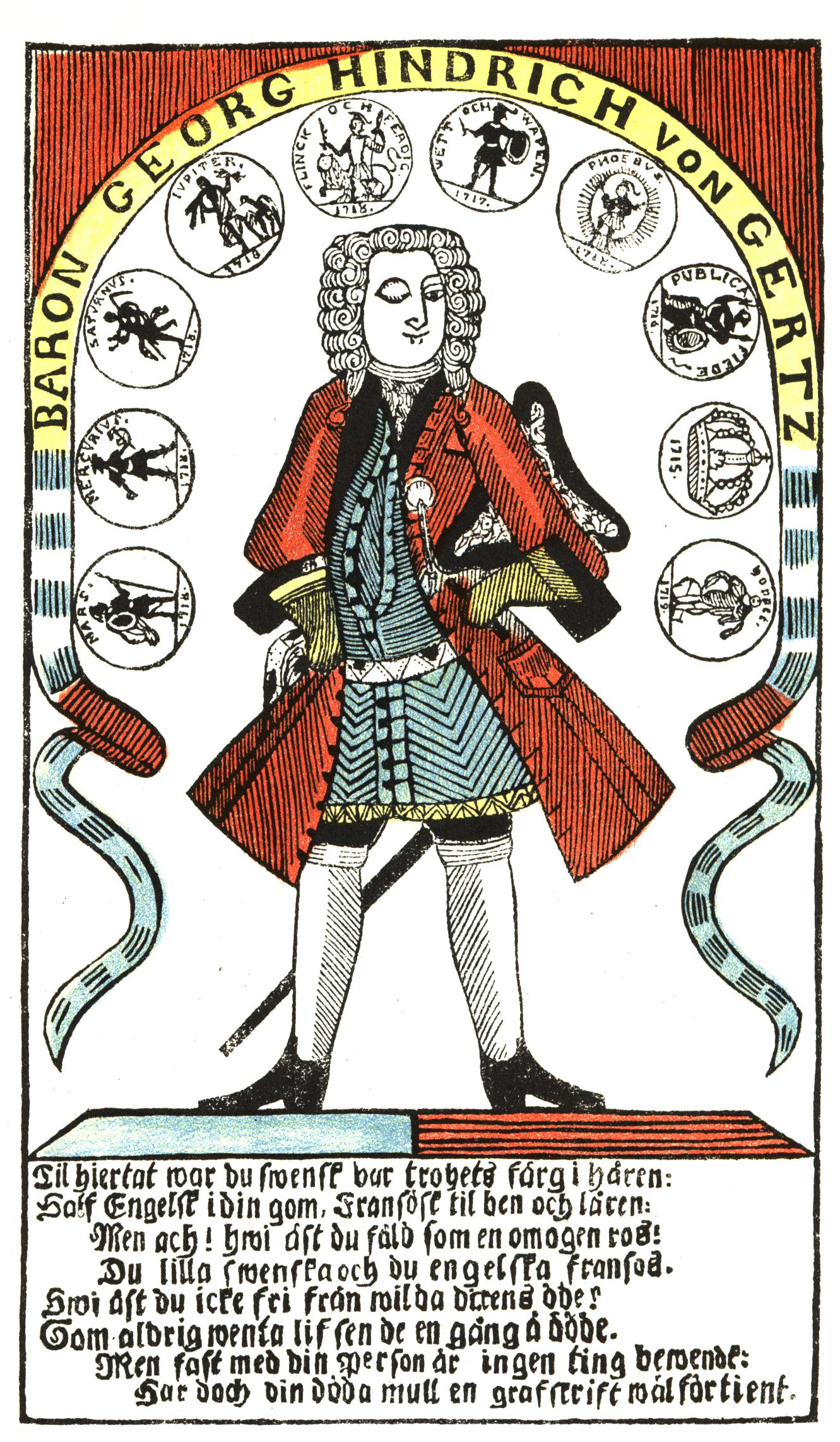
Памфлет на барона Герца. Півколом над ним зображено всі 10 типів далерів, які отримали збірну назву далерів Герца

1700 року Швеція вступила в затяжну Північну війну. Карл XII, який повернувся на батьківщину після тривалої відсутності, мав потребу в грошах для продовження військових дій. Барон фон Герц здобув довіру короля і став спочатку міністром фінансів, а потім і першим міністром королівства.
1715 року випущено перші мідні монети надзвичайних обставин із зазначенням номінальної вартості «I DALER SM» (Daler silvermynt — далер сріблом). На них поміщали різноманітні зображення — корону, міфологічних персонажів тощо. Всього існує 10 різновидів далерів цього типу. За своєю суттю вони були фіатними грошима, чия номінальна вартість перевищувала внутрішню (ціну металу з якого їх виготовлено) майже в 100 разів. Загальна кількість цих грошових знаків різні джерела оцінюють в 11—42 млн примірників. Їх безконтрольний випуск викликав низку негативних економічних процесів, що призвели до розладу фінансової системи держави.
При законодавчо зафіксованій вартості монети 1 далер сріблом, їх ринковий курс стрімко падав. Так, якщо в другій половині 1716 року «далер Герца» брали за ціною на 4-8 % нижче від номінальної, то в другій половині 1718 за них давали від 20 до 80 % зазначеної вартості. Збільшення грошової маси також потягло за собою інфляцію і різке здорожчання продуктів першої необхідності.
Розорення країни й зубожіння народу викликали загальну ненависть до першого міністра, який безконтрольним випуском грошей намагався покрити військові витрати короля. Після смерті 11 грудня 1718 року Карла XII під час облоги фортеці Фредрікстен, у Норвегії барона фон Герца взяли під варту і 19 лютого 1719 року стратили.
Декретом від 23 квітня 1719 року всі 9 різновидів Герца підлягали обміну на монети 1719 року з персоніфікацією Надії, вартістю 2 ере сріблом і банкноти, які підлягали обміну в невизначеному майбутньому, номіналом 14 ере. Фактично, це означало втрату принаймні половини номінальної вартості. При курсі на той момент 1 срібний далер — 32 ере, власник мідної монети номіналом 1 далер сріблом при обміні отримував 2 ере відразу і 14 в гіпотетичному майбутньому. Ці банкноти влилися в грошовий обіг, маючи меншу від оголошеної ринкову вартість. Слід зазначити, що врешті решт держава виконала взяті на себе зобов'язання і вивела їх з обігу, заплативши власникам зазначену ціну. Розмін на нові монети і банкноти тривав недовго, до червня 1719 року.
Після червня 1719 року безліч далерів Гёрца все ще перебували в обігу. Встановлений офіційний курс 2 ере сріблом все одно перевищував їх внутрішню вартість. У 1719—1720 роках ці монети масово перекарбовували на 1 ере міддю (швед. öre kopparmynt) що відповідало ціні вміщеного в них металу. 18 лютого 1724 року далери Герца, що залишилися в обігу, законодавчо оголошено рівними 1 ере міддю, що за курсу 1 ере сріблом — 3 ере міддю, означало зниження їх номінальної вартості ще в 6 разів.

### До реформи 1776 року
Вжиті заходи дозволили стабілізувати в 1719-1720-х роках грошову систему. Протягом 20 років, до початку російсько-шведської війни 1741 року, вона залишалася відносно постійною. Офіційний курс риксдалера становив 36 марок міддю або 3 далери сріблом. Цей період у житті Швеції характеризувався підвищенням кількості паперових грошей. Так, якщо 1722 року їх загальна сума становила всього трохи більше 12 тисяч далерів сріблом, у 1730 — 1 мільйон далеров сріблом, то в 1740 — 5,3 мільйона далеров сріблом. Таким чином кількість банкнот і, відповідно, їх питома вага в системі грошового обігу держави значно зросли. Попри збільшення кількості цінних паперів, їх вартість відносно повноцінної монети і мідних плат залишалася відносно постійною. Протягом XVIII століття випускали, як риксдалери, так і дробові його номінали 1⁄24, 1⁄12, 1⁄6, 1⁄4, 1⁄3, ½ і 2⁄3.
Початок чергової війни з Росією 1740 року змусив центральний уряд до випуску незабезпечених паперових грошей, а також до псування монети. Так, якщо до початку війни риксдалер відповідав 3 далерам сріблом, то в 1744 вже 3,46. Сумарна номінальна вартість банкнот досягла 9,5 млн далерів, що призвело до необхідності припинити їх вільний обмін на металеві гроші. У 1762—1763 роках їх ринковий курс упав до співвідношення 1 риксдалер — 100 марок міддю в банкнотах. Згодом він дещо знизився.

### Від реформи 1776 року до введення крони
1776 року проведено реформу, яка передбачала уніфікацію грошового обігу. Основною грошовою одиницею ставав риксдалер, рівний 48 скілінгам по 12 рундштюків кожен. Старі грошові одиниці підлягали обміну 1777 року. Подальші події призвели до нового дисбалансу в системі грошового обігу. Для покриття військових потреб під час війни з Росією 1788—1790 років створено Шведську національну кредитну спілку (швед. Riksgäldskontoret). Вона почала масово випускати цінні папери, номіновані в риксдалерах, які отримали назву «риксдалерів риксгельд» (швед. riksdaler riksgäld). Нові паперові гроші влилися в обіг, проте їх реальна вартість дуже відрізнялася від номінальної. Одночасно з риксдалером риксгельд циркулювали банкноти центрального банку, також номіновані в риксдалер. На відміну від цінних паперів кредитної спілки їх продовжували обмінювати на срібні монети за номіналом.
У 1808—1809 роках Густав IV Адольф, для покриття військових потреб під час чергової війни з Росією, мусив удатися до масової емісії риксдалерів центральним банком. Як наслідок, і їх курс знизився відносно срібної монети. Банкноти центрального банку отримали позначення «риксдалерів банко». Подальше скинення короля, низка воєн призвели до банкрутства держави. Заходи, вжиті для нормалізації грошового обігу, дозволили випустити 1830 року нову серію монет, а у вересні 1834 року центральний банк Швеції почав обмін дещо знецінених банкнот на срібні монети. У країні склалася практика одночасного обігу відразу трьох грошових одиниць, номінованих у риксдалерах. Монети, номіновані в риксдалер, мали вагу 34 г срібла 750 проби. У вересні 1834 року встановлено курс 22⁄3 риксдалера банко за 1 риксдалер спесіє. Курс риксдалерів риксгельд становив 2⁄3 від банкнот центрального банку. Між ними склалося таке співвідношення: 1 риксдалер спесіє = 22⁄3 риксдалера банко = 4 риксдалери риксгельд.

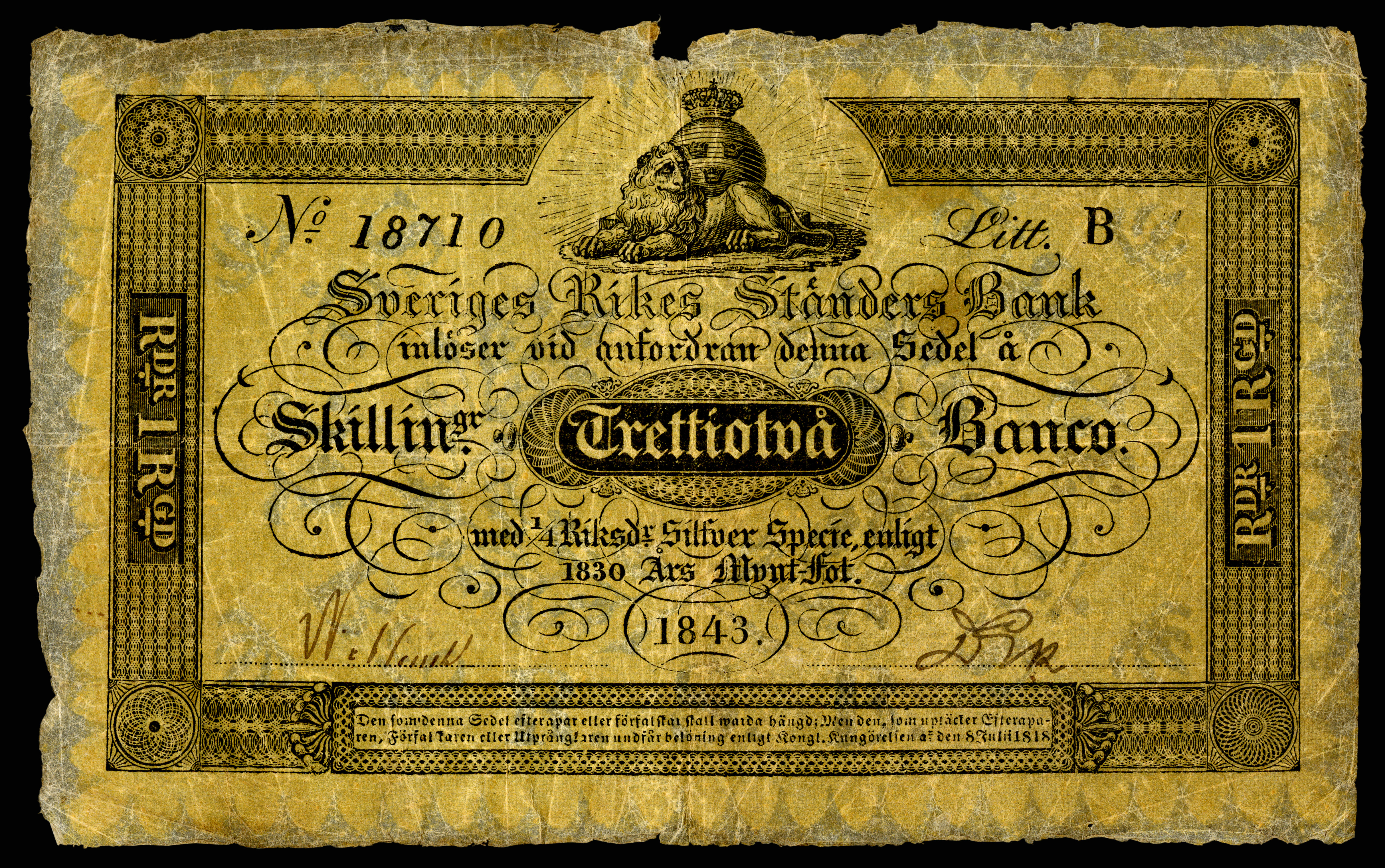
Банкнота з подвійним зазначенням номіналу: 32 скілінги банко і ¼ риксдалера спесіє

На банкнотах 1835—1855 років вказували два позначення — в риксдалерах банко і риксдалерах спесіє. Серед них є навіть такі нестандартні номінали, як 62⁄3 риксдалера банко (2,5 риксдалера спесіє) і 162⁄3 риксдалера банко (61⁄4 риксдалера спесіє). Ще однією особливістю стала поява двох типів розмінних грошових одиниць — скілінгів. Співвідношення 1 риксдалер — 48 скілінгів зберігалося, як для риксдалера банко, так і для риксдалерів спесіє. Виходячи зі згаданого курсу, риксдалер спесіє містив 128 скілінг банко. Від 1835 року карбували виключно «скіллінги банко», до 1835 — «скіллінг» без позначки «спесіє».
1855 року в країні проведено реформу, яка передбачала введення десяткової грошової системи. Розмінною одиницею ставало ере. 100 ере становили один риксдалер риксмюнт (швед. Riksmönt — державна монета). Риксдалер риксмюнт містив 6,375 г чистого срібла (8,5 г срібла 750 проби). 4 риксдалери риксмюнт прирівнювалися до одного риксдалера спесіє. У країні діяв срібний стандарт. Золоті монети випускали тільки для цілей міжнародної торгівлі. До них відносять дукати і кароліни, що містили еквівалентну 10 французьким франкам кількість золота і набули значного поширення як торгова монета.

## Далери в Данії
Низка збройних конфліктів, таких як повстання в Швеції, що закінчилося здобуттям нею незалежності, міжусобна війна 1534—1536 років, яка отримала назву «Графської чвари», Північна семирічна війна 1563—1570 років призвели до масового псування монети. Спочатку данська грошова система повторювала Любецьку, згідно з якою 16 скілінгів становили одну марку. Через зниження вмісту срібла данські марки і скілінг перестали відповідати грошовим одиницям Любека. 1588 року їх вартість становила ½ від північногерманських аналогів. Курс великої срібної монети далера відносно дрібної розмінної монети підвищився вдвічі і становив 4 данських марки. 1625 року склалася така система грошових одиниць: 1 далер — 6 марок — 96 скілінгів. Скілінг у свою чергу ділився на 12 пенінгів. Одночасно з далерами в країні циркулювали срібні крони, рівні 4 маркам. У народі їх називали «поганими далерами» (дан. Sletdaler). Зазначені співвідношення проіснували до 1813 року.
Крім «поганого далера» відомий і «Hanrejdaler» (дан. Hanrejdaler — «далер рогоносця»), вміст срібла в якому був меншим, порівняно з повноцінною монетою. Його випустив граф Філіп Рейнхард цу Сольмс-Хоенсольмс на монетному дворі німецького Вольфенбюттеля 1627 року. Події відбувалися під час Тридцятилітньої війни. Новий правитель по суті узурпував землі герцога Брауншвейг-Вольфенбюттельського Фрідріха Ульріха від імені свого дядька, данського короля Кристіана IV, який мав деякі права на ці землі. Нові монети містили данські символи. На аверсі помістили букву «C», в якій розташувалася цифра «4». Композицію увінчувала корона. Її бічні зубці зовні нагадували роги. З огляду на сімейні неприємності данського короля Крістіана IV з дружиною Кірстен Мунк, у народі монету називали «далером рогоносця».
Формування фіксованого обмінного курсу між різними грошовими одиницями не могло зупинити псування монети. Чергове істотне зниження вмісту срібла в скілінгу сталося під час Північної війни 1700—1721 років. Основними грошовими одиницями в цей період стали так звані «ригсорти» — монети номіналом 24, 8 і 4 скілінги, викарбувані за стопою 111⁄3 ригсдалера (1088 скілінгів) з однієї кельнської марки (233,855 г) чистого срібла. Це було істотно нижче, ніж у наближених до вагових характеристик до рейхсталерів ригсдалерів, що випускалися за стопою 9¼ монети з кельнської марки благородного металу.
Одночасно центральний уряд 1713 року розпочав випуск банкнот. Вони, хоч і були номіновані в ригсдалерах, не відповідали за вартістю повноцінній срібній монеті з однойменною назвою. Це, в свою чергу, призвело до виділення двох грошових одиниць — спесієдалера і курантного ригсдалера, чия вартість визначалася поточним ринковим курсом відносно повноцінної срібної монети. Від 1748 року в країні надрукували купюри із зазначенням номіналу в курантних ригсдалерах. У XVIII столітті також випускали паперові гроші в «спесієригсдалерах», що передбачало вільний їх обмін на срібні ригсдалери. Слід зазначити, що від 1795 року починають карбувати монети із зазначенням «RIGSDALER SPECIES». Протягом 1781—1796 років з перервами випускали також великі срібні монети-наслідування поширеній торговій монеті того часу альбертусталеру. Через незначні відмінності вагових характеристик і вмісту благородного металу їх також відносять до різновиду спесієригсдалера. Їх вигляд відрізняється від більшості ригсдалерів, що містять на аверсі зображення монарха. Замість короля на них помістили дикуна, який тримає в правій руці палицю, а в лівій — гербовий щит данських королів.

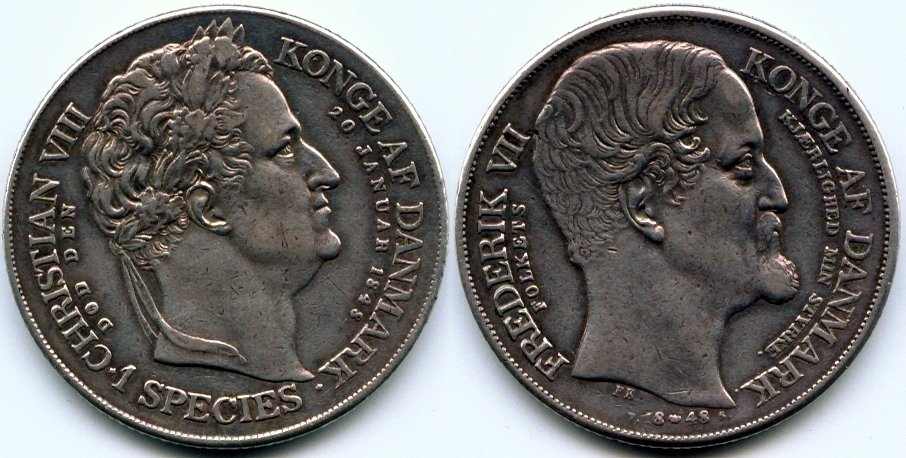
Спесіесригсдалер 1848 року

В ході Наполеонівських воєн Данія брала участь у низці конфліктів, які закінчилися її поразкою і втратою ряду територій. Фінансовий стан держави погіршувався. Так, якщо 1794 року ригсдалер курант відповідав 4⁄5 спесієригсдалера, то 1813 року курс становив 6 до 1. 1813 року, коли країна стала банкрутом, офіційна влада мусила на певний час відмовитися від карбування грошей, вартість металу в яких відповідала номінальній. Того ж року засновано Ригсбанк, а також оголошено про створення нової грошової одиниці — ригсбанкдалера. До відновлення 1818 року випуску срібних монет, у країні циркулювали банкноти і мідні монети «ригсбанктегни», чия номінальна вартість була значно вищою від вартістю вміщеного в них металу. Від 1827 року розпочато випуск золотих монет. Залежно від зображеного на них монарха їх називали крістіан- або фредерікдорами. З огляду на вагові характеристики ригсбанкдалера (18½ монети з кельнської марки чистого срібла) і фредерікдора (6,6420 г золота 896 проби), а також їх співвідношення 10 ригсбанкдалерів за один золотий, золоті монети виявилися істотно переоціненими. За ринкового курсу 1 до 15-16, в Данії 1 г золота в монеті відповідав 21¼ г срібла в ригсбанкдалері. Тиражі золотих монет були незначними і практично не впливали на систему грошових відносин у державі.
Ригсбанкдалер містив рівно в два рази менше срібла, порівняно зі спесієсригсдалером. Збереглися колишні звичні пропорції з розмінними грошовими одиницями: ригсбанкдалер — 6 марок по 16 ригсбанкскілінгів. На монетах номіналом 2 ригсбанкдалери вказували «RIGSDALER SPECIES» або «SPECIES». 1854 року проведено реформу, яка з перейменування ригсбанкдалерів на ригсдалери ригсмонт (дан. rigsdaler rigsmønt). Одночасно в державі відходили від терміна «спесієсригсдалер». В іншому грошовий обіг в цілому залишався незмінним: 1 ригсдалер ригсмонт — 96 скілінгів ригсмонт, 10 ригсдалерів ригсмонт — 1 фредерік- або крістіандор.
Переважна більшість данських ригсдалерів містили зображення короля на аверсі і гербовий щит або щити на реверсі. Серед сотень типів монет цього типу є й винятки. Крім зазначених вище наслідувань альбертусталерам, відомі далери із зображенням Фортуни з вітрилом на Земній кулі часів правління Крістіана IV (1588—1648) і Фредеріка III (1648—1670). У848 року, коли короля Крістіана VIII змінив Фредерік VII, викарбували пам'ятний спесієсдалер із зображеннями двох монархів.

### Шлезвіг-Гольштейнський ригсдалер
Протягом декількох століть населені переважно німцями землі Шлезвіг-Гольштейна перебували в складі Данії. Ще 1460 року першого короля Данії з Ольденбурзької династії Крістіана I проголосили правителем Шлезвіг-Гольштейна, але не в як данського короля, а особисто, як герцога цих земель. У наступні кілька століть ці землі ставали причиною збройних конфліктів. Від 1773 року Шлезвіг-Гольштейн фактично став данською провінцією. При цьому за герцогствами зберігався ряд привілеїв, зокрема право на карбування власної монети. У XVI столітті вони випускали пфеніги, дреєри, віттени, зекслінги, шилінги, марки, крони, талери, а також золоті гульдени, дукати і португалезери .
У Шлезвіг-Гольштейні під впливом Данії і розташованих поруч німецьких земель склалася власна система грошового обігу, яка передбачала використання спецієсдалера рівного 60 шилінгам. Від 1787 року в герцогствах Шлезвіг і Гольштейн стали карбувати монети з позначенням номіналу 60 шилінгів, ідентичні за вагою та вмістом срібла зі спесієригсдалерами. У наступні роки випускали монети з позначенням номіналу або в курантних шилінгах, або в данських «Reichsbankschilling», або із зазначенням двох одиниць (наприклад «RIGSBANKDALER» і «30 SCHILLING COURANT»). Смерть наприкінці 1863 року бездітного короля Фредеріка VII призвела до припинення династії Ольденбургів на данському престолі. Розбіжності щодо того, хто має керувати цими провінціями, спричинили австро-пруссько-данську війну 1864 года. Результатом стала поразка Данії та виключення з її складу Шлезвіг-Гольштейна.

### Данські колоніальні далери

#### Гренландія

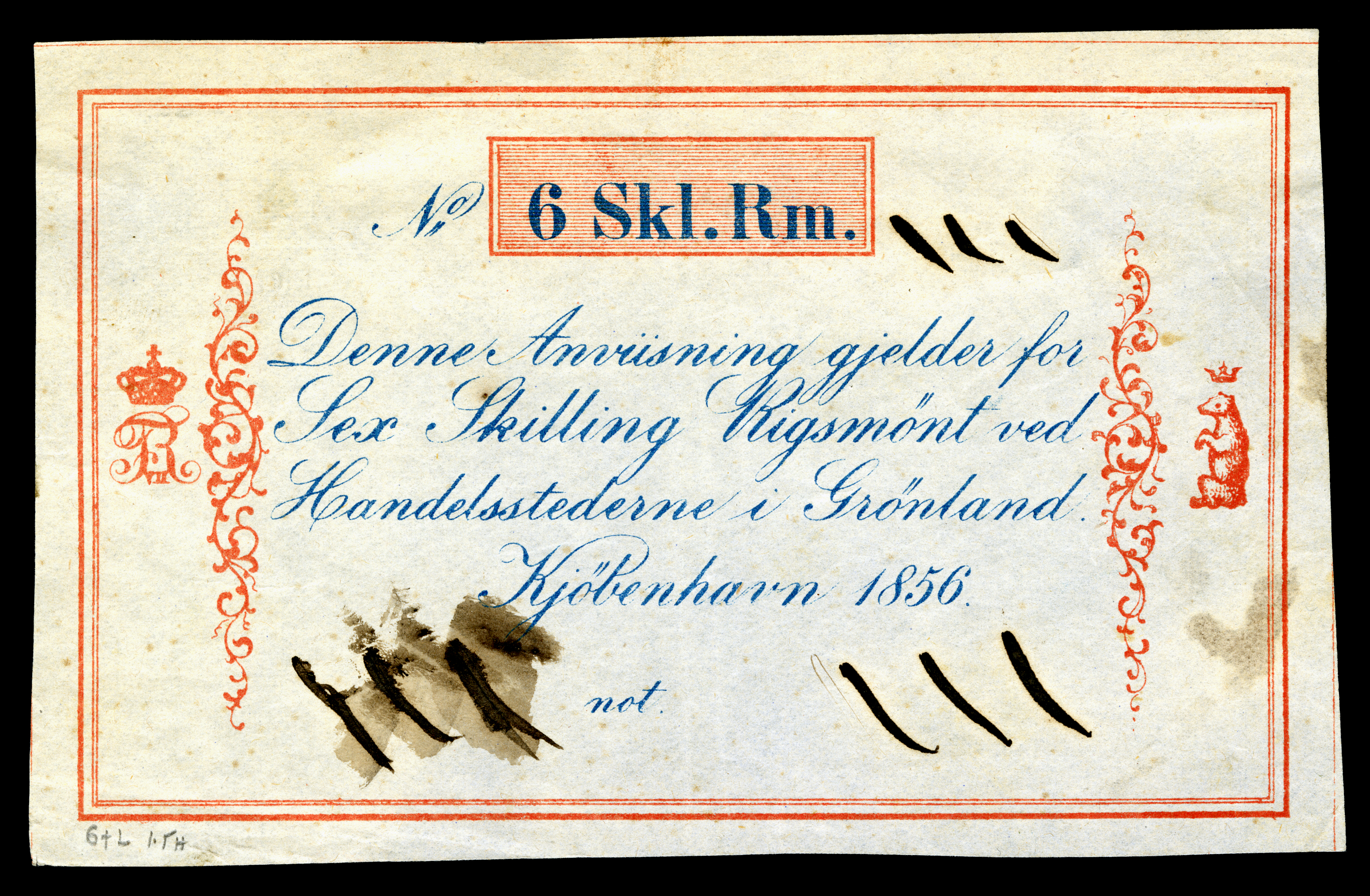
6 гренландських скілінгів (ригсдалера) ригсмонт Королівського гренландського торгового товариства

Ґренландія від 1262 офіційно належала Норвегії. Після підписання Кальмарської унії 1397 року острів став частиною володінь данського короля. Після розірвання 1814 року датсько-норвезької унії Ґренландія відійшла до Данського королівства як колонія. Безпосереднім керуванням найбільшим у світі островом від 1774 року відало Королівське гренландське торгове товариство (дан. Den Kongelige Grønlandske Handel).
Попри значні розміри острів практично безлюдний. Так, за даними на 1888 рік, у підконтрольних Данії гренландських поселеннях проживало всього близько 10 тисяч осіб. Для забезпечення грошового обігу торгове товариство періодично від 1803 року випускало банкноти, номіновані за аналогією з метрополією в ригсдалерах і скілінгах. Написи на цінних паперах державної торгової компанії повторювали данські. Так, на випусках 1819 1837, 1841, 1844 і 1848 років номінал зазначено або в ригсбанкдалерах, або в скілінгах. У самій Данії ригсбанкдалер, рівний ½ спесіесригсдалера або 96 скілінгам, увели 1813 року. Випуск 1856 року номіновано в ригсдалерах і скілінгах ригсмонт.
Крім банкнот випускалися жетони англійської компанії Antony Gibbs & Sons і данської Ересунн (дан. Øresund) із зазначенням вартості в скілінгах і ригсдалерах. Вони по суті були приватними грошима на пред'явника, які позначали, що компанія-емітент винна їх власнику відповідну суму.

#### Данська Вест-Індія
Данська Вест-Індія була колонією, що складалася з трьох островів у Карибському морі — Санта-Крус, Сент-Джон і Сент-Томас. У другій половині XVII століття керування островами передано Данській Вест-Індській компанії, потім 1755 року вони перейшли у власність Данії. Для організації грошового обігу на їх території ввели місцеву грошову одиницю, яку, за аналогією з валютою метрополії, назвали ригсдалером. 1740 року викарбували монети номіналом 1, 2, 12 скілінгів, а 1748 року — 12 скілінгів.

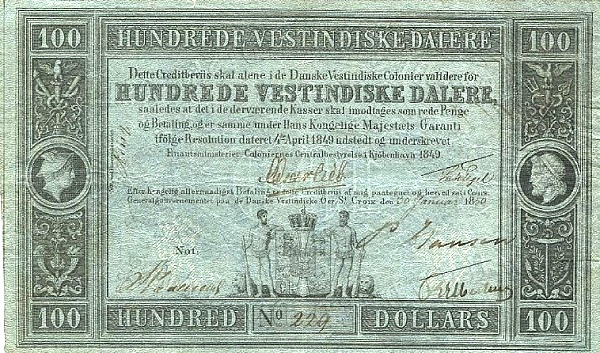
100 вест-індських далерів 1849 року

Після переходу островів під пряме підпорядкування Данії в 1757—1767 роках на монетних дворах Копенгагена, Альтона і Конгсберга для заморських територій випустили 6, 12 і 24 скілінги. У XIX столітті в різні роки карбували 2, 10 і 20 скілінгів. Всі монети містили позначку «Dansk Amerik(ansk) M(ynt)» (Данське американське карбування). Першу банкноту номіналом 6¼ ригсдалера надрукували 1784 року. Згодом випускали банкноти номіналом 5, 10, 20, 50 і 100 ригсдалерів.
За аналогією з данським, вест-індський ригсдалер відповідав 96 скілінгам. Курс вест-індського ригсдалера був меншим відносно ригсдалера метрополії. 1 вест-індський прирівнювався до 4⁄5 курантного данського ригсдалера. 1849 року в Данській Вест-Індії провели монетну реформу, що передбачала децималізацію основної грошової одиниці. Новий вест-індський далер став рівним 100 центам.
1849 року Державне казначейство Вест-Індії розпочало випуск банкнот у далерах. Номінал на банкнотах, крім данської мови (в далерах), зазначали також англійською (в доларах). Віддруковано банкноти трьох серій: 1849, 1860 і 1898 років. У обігу також використовували іноземні монети, на які наносили надкарбування у вигляді вензеля «FR» з короною. 1859 року розпочато випуск монет у центах. В обігу також були банкноти Банку Сент-Томаса, який випускав їх у 1837—1889 роках із зазначенням номіналу в доларах.

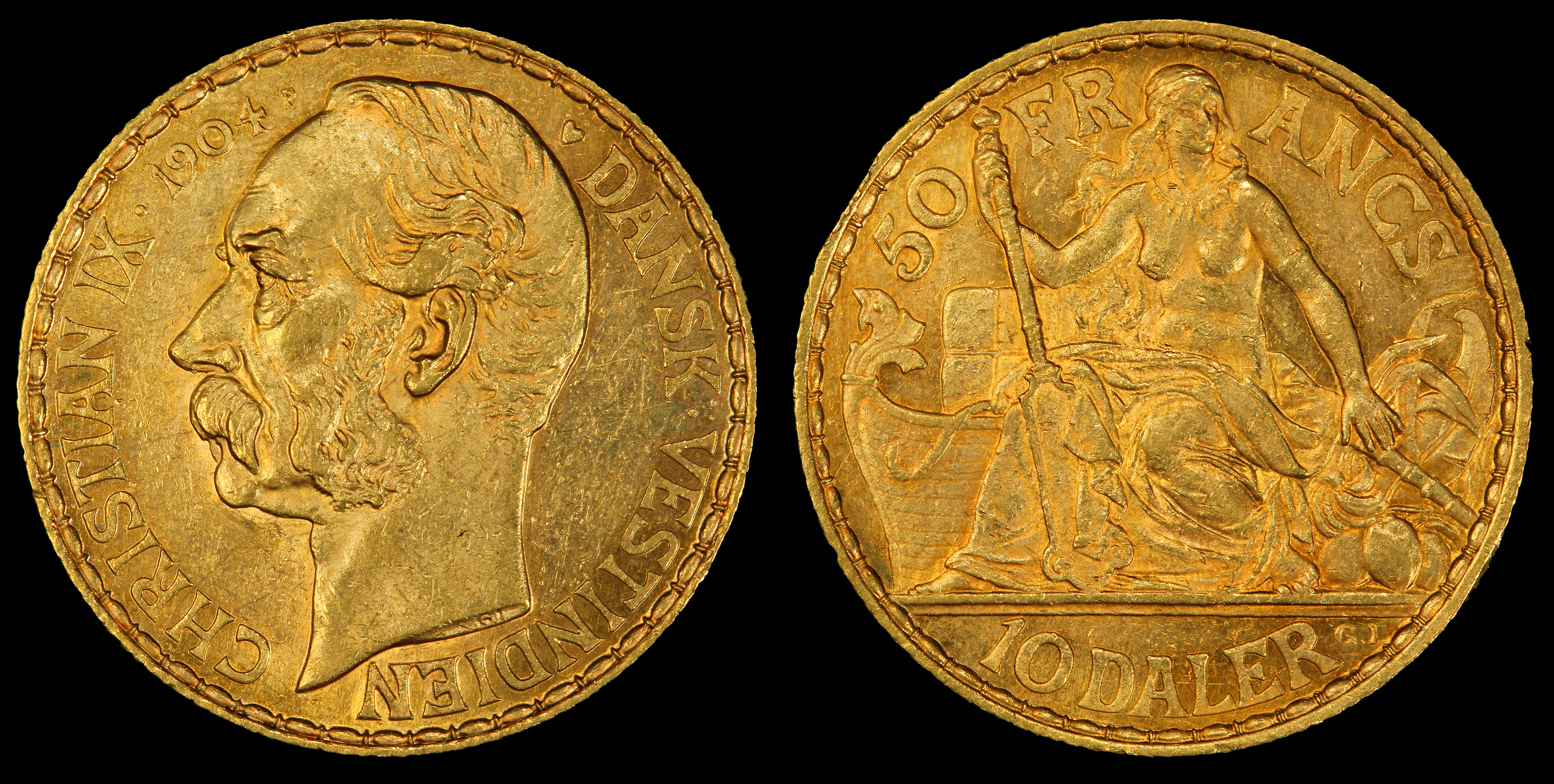
10 далерів або 50 франків 1904 року Данської Вест-Індії

1904 року засновано Національний банк Данської Вест-Індії, який отримав виняткове право емісії. Грошову систему змінили: далер = 5 франків = 100 центів = 500 бітів. 1904 року розпочато випуск монет нового зразка, 1905 року — банкнот Національного банку у франках. Номінали на монетах зазначали в двох одиницях: центах і бітах, франках і центах, далерах і франках. Срібні й золоті монети карбували відповідно до норм Латинського монетного союзу, франк відповідав французькому франку.
1917 року Данія продала свої володіння у Вест-Індії Сполученим Штатам Америки. Під час передавання враховано зобов'язання перед Національним банком Данської Вест-Індії, який 1904 року отримав виняткове право емісії грошей на 30 років. Як наслідок, хоч острови і стали територією США, законним платіжним засобом на них залишався далер, а не долар США. Після закінчення 30-річного терміну 14 липня 1934 року видано офіційну постанову, що через рік, тобто 14 липня 1935 року, колишня данська колоніальна валюта перестає бути законним платіжним засобом. Обмінювали гроші за курсом 0,965 долара США за далер, або 0,193 за франк.

## Далери в Норвегії
Протягом тривалого часу в Норвегії взагалі не карбували монет. 1628 року монетний двір відкрили в Християнії, а 1686 року він переїхав у Конгсберг. Від 1628 року, з відкриттям монетного двору, в Норвегії починають карбувати рігсдалери на регулярній основі. 1625 року в Данії склалися такі співвідношення між грошовими одиницями: 1 далер — 6 марок — 96 скілінгів. Одночасно з далерами в країні циркулювали срібні крони, рівні 4 маркам. Саме цю систему інкорпорували і в Норвегії. Норвезькі рігсдалери XVII століття містили ~ 25,18 г чистого срібла, що відповідало данським.

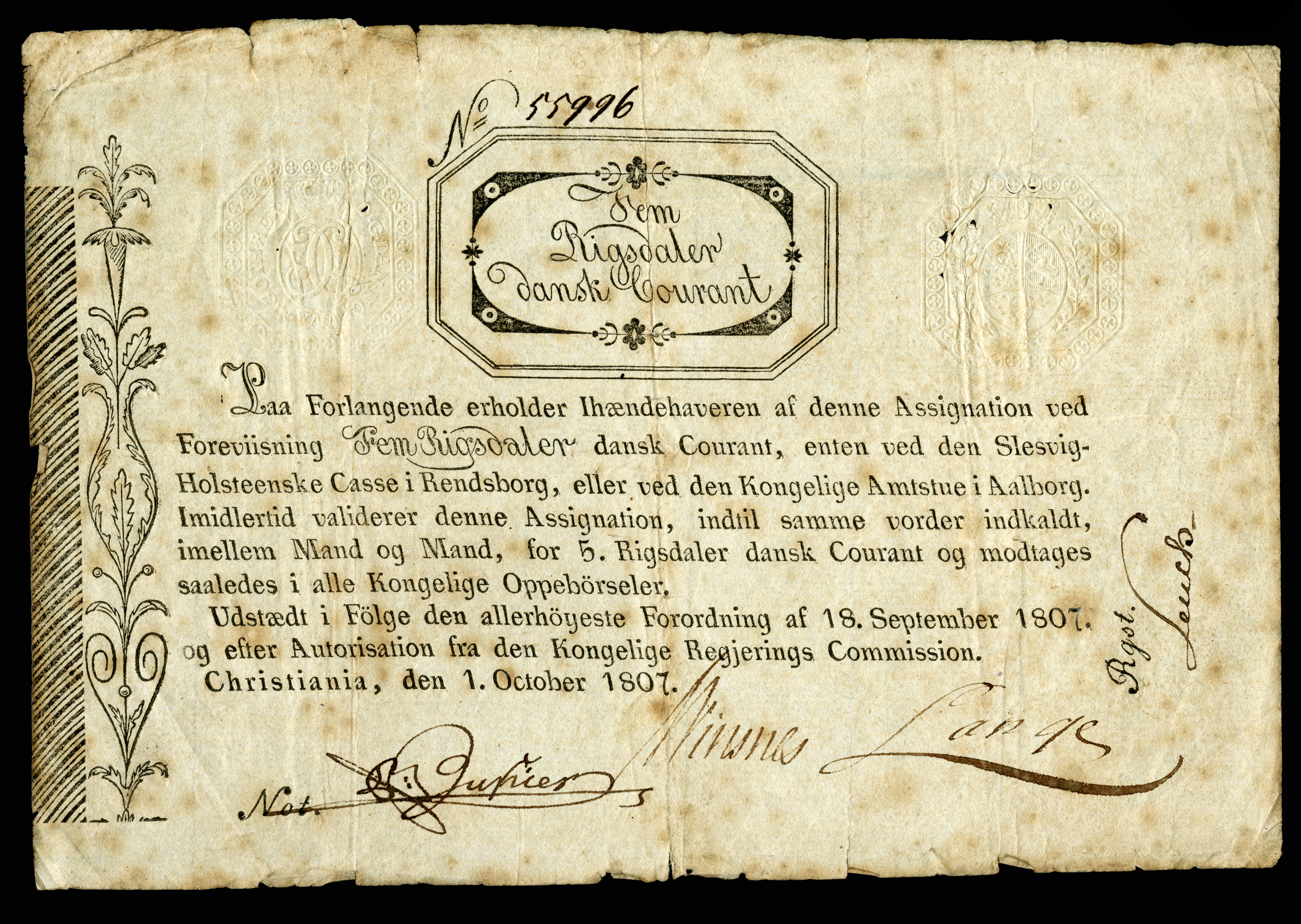
5 курантних норвезьких ригсдалерів 1807 року. Християнія

1695 року король Кристіан V подарував купцеві Йоргену Тормолену право на випуск власних банкнот, які могли бути використані на території Норвегії як законний платіжний засіб. Надруковані купюри номіналом 10, 20, 25, 50 і 100 ригсдалерів стали першими норвезькими банкнотами. Справи у купця незабаром розладналися і його оголошено банкрутом.
У XVIII столітті грошовий обіг у Норвегії повторював данський. Погано контрольований випуск банкнот у Данії, номінованих у ригсдалерах, призвів до формування понять повноцінного срібного «спесієсдалера» і «курантного ригсдалера», чия вартість визначалася поточним ринковим курсом відносно повноцінної срібної монети. Монети карбували на монетному дворі в Конгсберзі.
Проблеми, з якими зіткнулася Данія в період Наполеонівських воєн початку XIX століття, 1813 року призвели її до банкрутства.
1814 року згідно з Кільським договором Данія поступалася Норвегією Швеції. У самій Норвегії вирішили чинити опір, прийняли конституцію і оголосили про незалежність. Проведена для цього нетривала шведсько-норвезька війна призвела до підписання унії. Згідно з угодою Норвегія була вільним і самостійним королівством, що має спільного зі Швецією короля. У всіх внутрішніх справах вона отримувала практично повну самостійність. Лише на цих умовах члени стортингу (парламенту) принесли присягу на вірність королю Швеції Карлу XIII, підкресливши, що роблять це не через кільські домовленості між Данією і Швецією, а згідно з норвезькою конституцією.
1816 року стортинг змінив попереднє співвідношення грошових одиниць. Один спесієсдалер ставав рівним 120 скілінгам або 5 ригсортам по 24 скілінги кожен. Таким чином зроблено спробу уніфікувати систему відношень грошових одиниць зі Швецією. Наступні зміни в грошовому обігу Швеції не позначилися на відношеннях норвезьких монет і банкнот. Так, у Швеції 1855 року проведено реформу яка передбачала введення десяткової грошової системи, тоді як у Норвегії продовжували випускати срібні далери і скілінги. У Швеції до 1855 року друкували банкноти із зазначенням номіналу в риксдалерах банко і риксдалерах спесіє, а від 1855 року — риксдалерах риксмюнт. У Норвегії центральний банк у Тронгеймі продовжував друкувати спесієсдалери.

## Скандинавський монетний союз. Заміна далера кроною

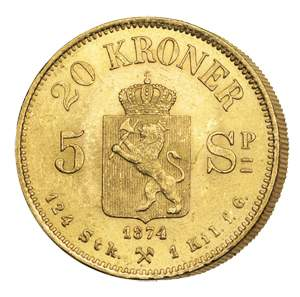
Норвезька монета із зазначенням номіналу в двох грошових одиницях — 20 крон і 5 спесієсдалерів

Особливості грошового обігу європейських країн у другій половині XIX століття характеризувалися двома тенденціями. Перша полягала в спробі створення валютних і монетних союзів декількох країн з метою уніфікації грошових одиниць і спрощення взаємних розрахунків. Друга — заміна срібного стандарту золотим. 1857 року німецькі держави, Австрія і Ліхтенштейн підписали Віденську монетну конвенцію. 1865 року створено Латинський монетний союз між Францією, Бельгією, Італією і Швейцарією. Пізніше, 1868 році, до нього приєдналися Греція й Іспанія, а потім і інші країни. Всерйоз обговорювалася ідея створення єдиної всесвітньої валюти. Данія і Швеція також припускали увійти в Латинський монетний союз. Поразка Франції у франко-пруській війні 1871 року змусила їх переглянути ці плани.
Описувані події відбувалися на тлі зростання скандинавізму — громадського руху з об'єднання Данії, Швеції і Норвегії в єдину державу. Перехід Німецької імперії до золотомонетного стандарту 4 грудня 1871 року й створення марки привели до інтенсифікації переговорів на рівні міністерств фінансів скандинавських держав про введення єдиної валюти. Влітку 1872 року в Копенгагені відбулася зустріч скандинавських економістів на якій сторони прийняли рішення про недоцільність об'єднання з Латинською монетним союзом, а також використання як прообразу для загальної скандинавської валюти німецької марки.
Створена комісія по введенню єдиної валюти надала наприкінці 1872 року низку висновків. Вона проаналізувала переваги та недоліки створення нової грошової одиниці за подобою британського фунта, німецької марки і франків Латинського монетного союзу. Рекомендація полягала у введенні єдиної «скандинавської крони». Введення крони передбачало проблему обміну нової грошової одиниці на старі. Комісія підкреслювала, що 10 шведських риксдалерів риксмюнт містять 63,7614 г чистого срібла, 5 данських ригсдалерів ригсмонт — 63,2445 г, 2½ норвезьких спесієсдалера — 63,2050 г. За ринкового курсу золота до срібла як 1 до 15,7, під час обміну згаданих сум у валютах трьох країн на 4,032 г чистого золота буде отримано такі пропорції вартості срібла в далерах до золота, як 15,81 для шведських, 15,68 — норвезьких і 15,67 — данських. Таким чином, уведення єдиної скандинавської валюти, згідно з висновками комісії, передбачало певну девальвацію шведської.
Прикінцевими рекомендаціями комісії стали положення про перехід трьох скандинавських країн до золотого стандарту, введення крони, рівної 100 ере, статус законного платіжного засобу новим кронам і ере в Данії, Норвегії та Швеції незалежно від місця їх випуску. У шведському парламенті пропозиція пройшла через обидві палати переважною більшістю (128 «за», 14 «проти» в нижній палаті; 128 «за», 44 «проти» — у верхній). У данському парламенті вона викликала бурхливі дебати. Врешті, введення єдиної валюти підтримано нижньою палатою 27 лютого, верхньою — 27 березня 1873 року. У норвезькому стортингу його відхилили 58 голосами «проти» при 51 «за».
27 травня 1873 року, між Данією і Швецією підписано Скандинавський монетний союз, який передбачав відмову від срібного стандарту і уніфікацію грошових одиниць обох країн на основі крони вартістю 0,4032 г чистого золота. Останні риксдалери викарбували 1873 року, а ригсдалери — 1872 року. Тоді ж з'явилися монети номіналом 10 і 20 крон. Срібні крони вперше випустили 1875 року. Розмін старих грошей на нові в Швеції проводився за курсом «1 риксдалер риксмюнт — 1 крона», в Данії — «1 ригсдалер ригсмонт — 2 крони» до 1 січня 1875 року.
На тлі створення нового монетного союзу 4 червня 1873 року стортинг видав закон, який передбачав перехід Норвегії до золотого стандарту. Від 1 січня 1874 року в державі стали використовувати як спесієсдалери зі скілінгами, так і крони з ере. Один спєсіесдалер відповідав 4 золотим кронам. 1874 року викарбувано перші золоті і срібні монети із зазначенням номіналу в двох грошових одиницях, наприклад 20 крон — 5 спесієсдалерів, 50 ере — 15 скілінгів.
17 квітня 1875 року прийнято законодавчий акт, згідно з яким у країні відмовлялися від обігу далерів і скілінгів. Це зроблено в контексті підготовки до вступу до Скандинавського монетного союзу. 16 жовтня 1875 року Норвегія офіційно в нього й увійшла. Остаточно далери і скілінги перестали використовувати і обмінювати на нові крони й ере від 1 січня 1877 року .

## Далер Аландських островів
Далер Аландських островів — грошова одиниця, яку планували ввести в обіг на Аландських островах . Центральний уряд Фінляндії виступив різко проти. Як наслідок, випуск, імовірно, знищили.